# Phare de Rataskär
Le phare de Rataskär (en suédois : Rataskärs fyr) est un feu situé sur la petite île de Rataskär, devant Ratan appartenant à la commune de Robertsfors, dans le comté de Västerbotten (Suède).

## Histoire
L'île de Rataskär est située à 1,6 km au nord-est de Ratan la limite du comté de Norrbotten et du comté de Västerbotten.
La maison-phare en bois a été construite en 1889 et équipée d'une lentille dioptrique. En 1946 une station de pilotes de navire a été bâtie à proximité. Le phare a été électrifié en 1951 et automatisé en 1971. Le système optique d'origine à lentille de Fresnel de 4e ordre est toujours utilisé.

## Description
Le phare  est une maison avec une tourelle portant la galerie et la lanterne  de 8,1 mètres de haut. L'édifice est peint en blanc. Il émet, à une hauteur focale de 26,2 mètres, trois  éclats blancs, rouges et verts selon différents secteurs toutes les 20 secondes. Sa portée nominale est de 17 milles nautiques (environ 31 km).
Identifiant : ARLHS : SWE-319 ; SV-0755 - Amirauté : C5848 - NGA : 11300 .

## Caractéristique dufeu maritime
Fréquence : 20 secondes (W-R-G)
- Lumière : 6 secondes
- Obscurité : 2 secondes
- Lumière : 2 secondes
- Obscurité : 2 secondes
- Lumière : 2 secondes
- Obscurité : 6 secondes

|       |
| Ratan |

### Lien connexe
- Liste des phares de Suède